# Salins-Fontaine
Salins-Fontaine község Franciaország Auvergne-Rhône-Alpes régiójában, Savoie megyében. Új községként 2016. január 1-jén jött létre Salins-les-Thermes és Fontaine-le-Puits község egyesítésével. A két korábbi település delegált község státusszal az új község része lett. Lakosainak száma 959 fő (2022. január 1.).

## Népesség
| Lakosok száma | 1011 | 1009 | 997  | 994  | 976  | 959  |
|               | 2017 | 2018 | 2019 | 2020 | 2021 | 2022 |